# Галерея современного искусства NT-Art
Галерея современного искусства NT-Art — галерея современного искусства Украины в Одессе.

## История
Галерея NT-Art была открыта Анатолием Дымчуком в Одессе 20 декабря 2007 года на основе собственного собрания, включающего более 3000 картин, рисунков, скульптур, фотографий и инсталляций начиная с 1950-х годов до наших дней. Разнообразие является ключевой особенностью коллекции галереи.
По словам Владимира Стрельникова, NT-Art выступает продолжателем традиций знаменитых квартирных выставок нон-конформистов в Одессе.
Галерея выступает площадкой международной Одесской биеннале современного искусства, принимала проекты современных художников из разных стран. Галерея NT-Art открыта к экспериментам и проектам, сочетающим визуальное искусство, поэзию, моду, музыку. Галерея активно сотрудничает с украинскими художниками в реализации выставочных проектов, и продолжения издательской деятельности.
Собрание коллекции неоднократно демонстрировалось на выставках «Одесской школы» в различных городах Украины, в том числе в Донецке, Киеве и Львове.

## Коллекция
Значительную часть коллекции составляют работы известного представителя одесской школы живописи Юрия Егорова, легенды украинского искусства.
Галерея является одним из крупнейших собраний произведений одесских художников-нонконформистов — Александра Ануфриева, Владимира Стрельникова, Валерия Басанеца, Виктора Маринюка, Александра Стовбура, Валентина Хруща, Станислава Сычова и многих других. Они известны тем, что первыми на Украине в 1970-х годах проложили путь к неформальному искусству, свободному от идеологического давления и предвзятой эстетики. В коллекцию входят произведения, собранные Ф. Кохрихтом, В. Арсиевым, М. Кнобелем и приобретённые у художников. В ней представлены как работы 1960—1980-х годов, первоначально представленные на квартирных выставках, так и более поздние работы.
В коллекции представлены работы таких художников, как Константин Ломыкин, Николай Шелюто, Альбин Гавдзинский, Владимир Литвиненко, Орест Слешинский, Адольф Лоза и Виктор Жураковский, которые являются продолжателями южнорусской художественной школы конца XIX века.
Современное украинское искусство с 1990-х годов до наших дней представлено творчеством Василия Рябченко, Александра Гнилицкого, Арсена Савадова, Василия Цаголова и многих других.